# Zimbabwes flagga
Zimbabwes flagga är horisontellt sjudelad med en vit, svartkantad triangel på vänster sida. I triangeln finns en röd femuddig stjärna och en gul Zimbabwefågel. Flaggan antogs av Zimbabwe den 18 april 1980 och har proportionerna 1:2.

## Symbolik
De horisontella bandens färger är de traditionellt panafrikanska och symboliserar i Zimbabwes flagga följande: grönt för jordbruk, gult för mineraler, rött för självständighetskampen och svart för den ursprungliga befolkningen. Den vita triangeln vid den inre kanten står för fred och framåtskridande, och den röda stjärnan symboliserar internationalism. Fågelstatyetten är en nationalsymbol som också påminner om det nationens rötter i den historiska staden Zimbabwe.

## Historik
Flaggan bygger på den som användes av befrielserörelsen ZANU (Zimbabwe African National Union) under kampen mot den rhodesiska regeringen på 1970-talet.

### Tidigare flaggor
Den brittiska kolonin Sydrhodesia använde liksom många andra brittiska kolonier örlogsflaggan Blue Ensign som bas för sin flagga. När utbrytarrepubliken Rhodesia skapades 1964 antogs en flagga med ljusblå duk som byggde på det brittiska flygvapnets flagga. Den 11 november 1968 byttes flaggan ut till en grön-vit flagga utan anknytning till brittiska symboler.

Zimbabwefågeln, symbolen för Stora Zimbabwe och det förkoloniala Munhumutapariket.
Den brittiska kolonin Sydrhodesias flagga 1923-1953.
Centralafrikanska federationens (Federation of Rhodesia and Nyasaland) flagga 1953-1963.
Den ensidigt utlysta staten Rhodesias flagga 1964.
Rhodesias flagga 1968-1979.
Flaggan som användes av Zimbabwe Rhodesia under självständighets-kampen 1979.